# Nedeterminare
În matematică, mai precis în analiza reală, o nedeterminare este o operație nedefinită care poate apărea la aflarea unei limite.
Spre exemplu, dacă {\displaystyle \textstyle \lim _{x\to 0}f(x)=0} și {\displaystyle \textstyle \lim _{x\to 0}g(x)=0}, atunci {\displaystyle \textstyle \lim _{x\to 0}f(x)/g(x)=0} este o nedeterminare de tip 0 / 0. Cuvântul „nedeterminare” se referă faptului că, operația respectivă nefiind definită, simplul fapt că {\displaystyle \textstyle \lim _{x\to 0}f(x)=0} și {\displaystyle \textstyle \lim _{x\to 0}g(x)=0} nu este suficient pentru a determina valoarea limitei {\displaystyle \textstyle \lim _{x\to 0}f(x)/g(x)=0}, sau chiar dacă această limită există. Acest exemplu este detaliat mai jos.
Nu toate operațiile imposibil de efectuat care apar în determinarea unei limite sunt nedeterminări. De pildă, chiar dacă împărțirea cu zero nu este definită în cadrul algebrei numerelor reale, operația a / 0 nu este considerată o nedeterminare când a ≠ 0, pentru că determinarea limitei corespunzătoare este ușoară, existând un singur rezultat. Există șapte tipuri de nedeterminări:
{\displaystyle {\frac {0}{0}},\;{\frac {\infty }{\infty }},\;0\times \infty ,\;\infty -\infty ,\;0^{0},\;1^{\infty },} și {\displaystyle \infty ^{0}.}
Faptul de a determina existența și valoarea unei limite sub formă nedeterminată se numește ridicarea nedeterminării. Exisță diverse metode și teoreme pentru a ridica o nedeterminare, precum regula lui l'Hôpital.

## Exemplu introductiv: nedeterminarea 0 / 0
Fie f și g două funcții astfel încât {\displaystyle \textstyle \lim _{x\to 0}f(x)=\lim _{x\to 0}g(x)=0}. În general, {\displaystyle \textstyle \lim _{x\to 0}f(x)/g(x)=0} este o nedeterminare, pentru că, chiar dacă există, limita poate lua orice valoare. De exemplu:
- {\displaystyle f(x)=ax} și {\displaystyle g(x)=x\implies f(x)/g(x)=a\implies \lim _{x\to 0}f(x)/g(x)=a.}
- {\displaystyle f(x)=x^{2}} și {\displaystyle g(x)=x\implies f(x)/g(x)=x\implies \lim _{x\to 0}f(x)/g(x)=0.}
- {\displaystyle f(x)=|x|} și {\displaystyle g(x)=x^{2}\implies f(x)/g(x)={\tfrac {1}{|x|}}\implies \lim _{x\to 0}f(x)/g(x)=+\infty .}

De fapt, se poate și să nu existe limita:
- {\displaystyle f(x)=x} și {\displaystyle g(x)=x^{2}\implies f(x)/g(x)=1/x\implies \lim _{x\to 0}f(x)/g(x)} nu există, pentru că limita raportului {\displaystyle \lim _{x\to 0^{-}}f(x)/g(x)=-\infty \neq \lim _{x\to 0^{+}}f(x)/g(x)=+\infty .}
- {\displaystyle f(x)=x\sin(1/x)} și {\displaystyle g(x)=x^{2}\implies f(x)/g(x)=\sin(1/x)/x\implies \lim _{x\to 0^{+}}f(x)/g(x)} nu există, pentru că {\displaystyle f(x)/g(x)} oscilează între {\displaystyle -\infty } și {\displaystyle +\infty } în vecinătatea lui {\displaystyle 0^{+}}.

Dacă {\displaystyle \textstyle \lim _{x\to 0}g(x)=0} dar {\displaystyle \textstyle \lim _{x\to 0}f(x)=a\neq 0}, limita {\displaystyle \textstyle \lim _{x\to 0}f(x)/g(x)} nu este considerată o nedeterminare, pentru că valoarea limitei depinde numai de semnul lui a și semnul lui g în vecinitatea lui 0. Spre exemplu, dacă există {\displaystyle \epsilon >0} astfel încăt {\displaystyle g(x)>0} pentru orice {\displaystyle x\in [-\epsilon ,\epsilon ]} cu {\displaystyle x\neq 0}:
- {\displaystyle a>0\implies \lim _{x\to 0}f(x)/g(x)=+\infty }
- {\displaystyle a<0\implies \lim _{x\to 0}f(x)/g(x)=-\infty }.

Și dacă {\displaystyle g(x)<0} pentru orice {\displaystyle x\in [-\epsilon ,\epsilon ]} cu {\displaystyle x\neq 0}:
- {\displaystyle a>0\implies \lim _{x\to 0}f(x)/g(x)=-\infty }
- {\displaystyle a<0\implies \lim _{x\to 0}f(x)/g(x)=+\infty }.

Însă, dacă semnul lui g nu este constant în vecinitatea lui 0, limita nu există.

## Clasificarea nedeterminărilor
Tabelul următor detailează șaptele tipuri de nedeterminări. Aici, {\displaystyle c\in \mathbb {R} \cup \{\pm \infty \}}.
| Nedeterminarea                  | Limita dorită                                           | Limita lui {\displaystyle f}                   | Limita lui {\displaystyle g}                   |
| ------------------------------- | ------------------------------------------------------- | ---------------------------------------------- | ---------------------------------------------- |
| {\displaystyle \infty -\infty } | {\displaystyle \lim _{x\to c}{\big (}f(x)-g(x){\big )}} | {\displaystyle \lim _{x\to c}f(x)=+\infty }    | {\displaystyle \lim _{x\to c}g(x)=+\infty }    |
| {\displaystyle 0/0}             | {\displaystyle \lim _{x\to c}{\frac {f(x)}{g(x)}}}      | {\displaystyle \lim _{x\to c}f(x)=0}           | {\displaystyle \lim _{x\to c}g(x)=0}           |
| {\displaystyle \infty /\infty } | {\displaystyle \lim _{x\to c}{\frac {f(x)}{g(x)}}}      | {\displaystyle \lim _{x\to c}f(x)=\pm \infty } | {\displaystyle \lim _{x\to c}g(x)=\pm \infty } |
| {\displaystyle 0\times \infty } | {\displaystyle \lim _{x\to c}f(x)g(x)}                  | {\displaystyle \lim _{x\to c}f(x)=0}           | {\displaystyle \lim _{x\to c}g(x)=\pm \infty } |
| {\displaystyle 1^{\infty }}     | {\displaystyle \lim _{x\to c}f(x)^{g(x)}}               | {\displaystyle \lim _{x\to c}f(x)=1}           | {\displaystyle \lim _{x\to c}g(x)=\pm \infty } |
| {\displaystyle \infty ^{0}}     | {\displaystyle \lim _{x\to c}f(x)^{g(x)}}               | {\displaystyle \lim _{x\to c}f(x)=\pm \infty } | {\displaystyle \lim _{x\to c}g(x)=0}           |
| {\displaystyle 0^{0}}           | {\displaystyle \lim _{x\to c}f(x)^{g(x)}}               | {\displaystyle \lim _{x\to c}f(x)=0}           | {\displaystyle \lim _{x\to c}g(x)=0}           |

Expresii ca {\displaystyle a/0,\;\infty /0,\;0^{\infty },\;0/\infty } sau {\displaystyle \infty ^{1}} nu sunt nedeterminări, chiar dacă nu sunt definite în cadrul algebrei numelor reale.
Chiar dacă există șapte tipuri de nedeterminări, în realitate toate sunt echivalente, în sensul că există operații care transformă un tip de nedeterminare într-un alt. De exemplu, dacă {\displaystyle \textstyle \lim _{x\to c}f(x)/g(x)} este de tip {\displaystyle \infty /\infty }, atunci {\displaystyle \textstyle \lim _{x\to c}f(x)/g(x)=\lim _{x\to c}{\frac {1/g(x)}{1/f(x)}}}, care este de tip  0 / 0. În mod asemănător, dacă {\displaystyle f>0} și {\displaystyle \textstyle \lim _{x\to c}f(x)^{g(x)}} este de tip {\displaystyle \infty ^{0}}, atunci {\displaystyle f(x)^{g(x)}=\exp[\log(f(x))g(x)]} și, prin continuitatea funcții exponențiale, {\displaystyle \textstyle \lim _{x\to c}f(x)/g(x)=\lim _{x\to c}\exp[\log(f(x))g(x)]=\exp[\lim _{x\to c}\log(f(x))g(x)]}, cu {\displaystyle \lim _{x\to c}\log(f(x))g(x)} de tip {\displaystyle \infty \times 0}.